# Eileen Collins
La coronel Eileen Collins   (Elmira, 19 de novembre de 1956) és una astronauta estatunidenca i antiga pilot de les Forces Aèries dels Estats Units d'Amèrica.

## Biografia
Filla de James Collins, un aparellador i treballador de correus, i Rose Marie. Té tres germans.
Va ser la primera dona pilot i la primera dona comandant d'un transbordador espacial.
Ja de jove s'interessà pels vols espacials i en ser pilot. Es va casar amb el pilot Pat Young el 1988 i van tenir dos fills, Brifget i Luke. Va ser la comandant de la tripulació de la missió STS-114, la primera missió d'un transbordador espacial després del desastre del Columbia.
Collins va ser seleccionada per ser astronauta el 1990 i va volar per primera vegada amb un transbordador espacial com a pilot el febrer de 1995. També va ser la primera dona comandant d'una nau espacial EUA amb la missió del transbordador STS-93, llançat el 23 de juliol de 1999, que va desplegar l'Observatori de raigs X Chandra.